# Алехандро Монтекија
Алехандро Монтекија (шп. Alejandro Montecchia; 1. јануар 1972) је бивши аргентински кошаркаш. Играо је на позицији плејмејкера.

## Каријера
Играо је у аргентинској лиги све до 1999. када долази први пут у Европу, у италијанског прволигаша Ређо Калабрију. Након три сезоне са њима одлази у шпанску Валенсију са којом осваја УЛЕБ куп 2003. године. Играо је кратко током 2006. године за Милано, да би се потом вратио у Аргентину где је одиграо три сезоне до краја каријере.
Са репрезентацијом Аргентине је освојио златну медаљу на Олимпијским играма 2004 и сребро на Светском првенству 2002.